# Żyrów
Żyrów (prononciation : [ˈʐɨruf]) est un village polonais de la gmina de Chynów dans le powiat de Grójec de la voïvodie de Mazovie dans le centre-est de la Pologne.
Il se situe à environ 9 kilomètres à l'ouest de Chynów (siège de la gmina), 8 kilomètres à l'est de Grójec (siège du powiat) et à 37 km au sud de Varsovie (capitale de la Pologne).
Le village possède une population d'environ 250 habitants.

## Histoire
De 1975 à 1998, le village appartient administrativement à la voïvodie de Radom.